# Menudo (gruppo musicale)
Menudo è stata una boy band portoricana che venne formata nel 1977 dal produttore Edgardo Diaz. La banda collezionò molti successi, specialmente durante gli anni ottanta, quando divenne il più famoso gruppo di teenager portoricano dell'epoca.
Parte del loro grande successo è stato conseguito grazie alla realizzazione di due lungometraggi: Una Aventura llamada Menudo e Menudo: La Película.
La banda è stata un importante punto di partenza per cantanti come Ricky Martin, Fernando Romantico e Robi Draco Rosa, che da giovani ne furono membri.
Nei tardi anni novanta il gruppo ha subito diverse modifiche e, soprattutto, ne furono venduti i diritti. La nuova versione della banda, con il nome di MDO, ha continuato a godere di un discreto successo in America Latina.
Al marchio Menudo è stata ridata vita sotto una nuova gestione con l'annuncio di 5 nuovi membri nel novembre 2007, anno del suo trentesimo anniversario.

## Storia

### Primi anni
Dopo il successo avuto con la gestione del gruppo spagnolo di teenager La Pandilla (1973-1976), il produttore Edgardo Diaz tornò a Porto Rico con l'intenzione di formare un nuovo gruppo di ragazzi.
L'idea che aveva era quella di organizzarlo in modo da mantenerlo sempre giovane, curando la sostituzione dei membri una volta che fossero cresciuti. Così ogni ragazzo avrebbe dovuto lasciare il gruppo al raggiungimento del sedicesimo compleanno, al cambiamento della voce, alla crescita del viso o se fosse diventato troppo alto.
La prima incarnazione dei Menudo era composta da due serie di fratelli, tutti cugini di Diaz: Ricky, Carlos e Oscar Meléndez; Fernando e Nefty Sallaberry. Il nome del gruppo è nato per caso quando, durante la loro seconda prova, la sorella di Diaz li trovò in garage che cantavano e ballavano e vedendoli esclamò: "¡Qué mucho menudo hay aqui!"
Negli anni successivi i Menudo cantarono a Porto Rico presso centri commerciali, feste patronali e altri eventi. Nel 1977 hanno pubblicato il loro primo album intitolato Los Fantasmas. La canzone che dà il titolo all'album fu un successo e gli permise di ottenere un regolare show televisivo sulla rete portoricana Telemundo Canal 2 ogni sabato sera.
Nel 1978 hanno pubblicato il loro secondo album dal titolo Laura mantenendo ancora la formazione originale, mentre nel 1979 hanno pubblicano l'album Chiquitita con il nuovo membro Rene Farrait, che nel frattempo aveva sostituito Nefty. Quest'ultimo album conteneva due cover spagnole delle canzoni degli ABBA Chiquitita e Voulez-Vous.

### Il successo degli anni 1980
Nel 1980 uscirono l'album Mas Mucho Mas con il nuovo membro Johnny Lozada (al posto di Carlos) e l'album natalizio Es Navidad con Xavier Serbia (al posto di Fernando). Quindi nel 1981, senza modifiche alla formazione, pubblicarono Fuego.
Fu l'album Quiero Ser, ancora del 1981, a lanciare il gruppo nell'universo delle stelle della musica. La formazione della band era costituita da Rene, Johnny, Xavier, Miguel Cancel (al posto di Oscar) e, unico rimanente del gruppo originale, Ricky. L'album include canzoni come Subete a mi moto, destinata a diventare quasi un simbolo dei Menudo, Ella A-A e le due cover Claridad (da Stella stai di Umberto Tozzi) e Mi banda toca rock (da La mia banda suona il rock di Ivano Fossati).
Il gruppo divenne molto popolare in tutta l'America Latina, dal Messico fino all'Argentina, passando anche per il Brasile, un paese difficile per i cantanti di pop latino. In questi anni Diaz riuscì ad ottenere un Lockheed JetStar appartenuto al presidente statunitense Richard Nixon e allo Scià dell'Iran. L'aereo, il primo appartenuto ad una band di bambini, portava il nome Menudo su entrambi i lati della fusoliera. La popolarità raggiunta rese comuni termini come "Menuditi" e "Menudomania", così come in modo simile era stata usata la parola "Beatlemania" anni prima.
Nel 1982 Rene raggiunse il limite di età e venne sostituito da Charlie Masso. L'immagine del gruppo non rimase danneggiata dal cambiamento e continuò la sequenza di successi con il nuovo album Por amor e soprattutto con il lungometraggio, sempre del 1982, dal titolo Una Aventura Llamada Menudo. Fra gli attori compare Gladys Rodriguez nella parte della signora Mia e la colonna sonora, dal titolo omonimo e naturalmente firmata Menudo, include brani come A volar, Clara e Señora Mía.
Nel 1983, i Menudo firmarono un contratto milionario di sei anni con la Radio Corporation of America.

## Membri

### 1977-1979
- Nefty Sallaberry (1977-1979)
- Carlos Melendez (1977-1980)
- Fernando Sallaberry (1977-1980)
- Oscar Melendez (1977-1981)
- Ricky Melendez (1977-1984)
- Rene Farrait (1979-1982)

### 1980-1985
- Johnny Lozada (1980-1984)
- Xavier Serbia (1980-1983)
- Miguel Cancel (1981-1983)
- Charlie Masso (1982-1987)
- Ray Reyes (1983-1985)
- Roy Rosello (1983-1986)
- Robby Rosa (1984-1987)
- Ricky Martin (1984-1989)

### 1985-1997
- Raymond Acevedo (1985-1988)
- Sergio Blass (1986-1990)
- Ralphy Rodriguez (1987-1988)
- Ruben Gomez (1987-1990)
- Angelo Garcia (1988-1990)
- Robert Avellanet (1988-1991)
- Rawy Torres (1989-1991)
- Cesar Abreu (1990)
- Adrián Olivares (1990-1993) (dal Messico)
- Edward Aguilera (1991) (dalla Spagna)
- Jonathan Montenegro (1991) (dal Venezuela)
- Alexis Grullon (1991-2001) (dalla Repubblica Dominicana)
- Ashley Ruiz (1991-1995) (di origini cubane)
- Andy Blazquez (1991-1997)
- Abel Talamantez (1991-2002)
- Ricky Lopez (1993-1995)
- Anthony Galindo (1995-1997)
- Didier Hernandez (1995-2002)
- Daniel Barthel (1995-2000)

### 1999-2007
- Alexis Grullon
- Anthony Galindo
- Caleb Aviles
- Pablo Portillo
- Didier Hernandez
- Abel Talamantez
- Troy Tuminelli
- Daniel Rene Weider
- Daniel Rodriguez
- Elliot Suro
- Luis Montes
- Lorenzo Duarte

### Formazione attuale
- Carlos Olivero
- José "Monti" Montañez
- Chris Moy
- Emmanuel Vélez Pagán
- José Bordonada Collazo

## Discografia
- 1977 Los Fantasmas [Ricky Melendez, Carlos Melendez, Oscar Melendez, Fernando Sallaberry e Nefty Sallaberry]
- 1978 Laura [Come sopra]
- 1979 Chiquitita [Nuovo membro: Rene]
- 1980 Mas Mucho Mas [Nuovo membro: Johnny]
- 1980 Es Navidad [Nuovo membro: Xavier]
- 1981 Fuego [Nuovo membro: Miguel]
- 1981 Quiero Ser [Come sopra]
- 1982 Por Amor [Nuovo membro: Charlie]
- 1982 Una Aventura Llamada Menudo (Colonna sonora) [Come sopra]
- 1982 Feliz Navidad [Come sopra]
- 1983 A Todo Rock [Nuovi membri: Ray and Roy]
- 1984 Reaching Out [Nuovo membro: Robby]
- 1984 Mania [Come sopra]
- 1984 Evolucion [Nuovo membro: Ricky Martin]
- 1985 Menudo (Inglese) [Nuovo membro: Raymond]
- 1985 Ayer y Hoy [Come sopra]
- 1985 A Festa Vai Começar [Come sopra]
- 1986 Viva! Bravo! (Italiano) [Nuovo membro: Sergio]
- 1986 Refrescante [Come sopra]
- 1986 Can't Get Enough [Come sopra]
- 1986 Menudo (Portuguese) [Same as above]
- 1987 Somos Los Hijos del Rock [Nuovi membri: Ralphy and Ruben]
- 1987 In Action (Inglese-tagalog) [Come sopra]
- 1988 Sons of Rock [Nuovo membro: Angelo]
- 1988 Sombras Y Figuras [Nuovo membro: Robert]
- 1989 Los Ultimos Heroes [Nuovo membro: Rawy]
- 1990 Os Ultimos Herois [Nuovo membro: Adrián]
- 1990 No Me Corten El Pelo [Come sopra]
- 1991 Detras de tu Mirada [Nuovo membro: Alexis, Ashley, Andy e Abel Talamantez]
- 1992 Dancin, Movin, Shakin [Come sopra]
- 1992 The Making of Dancin Movin Shakin [Come sopra]
- 1992 15 Años [Come sopra]
- 1993 Vem Pra Mim (Portoghese) [Nuovo membro: Ricky Lopez]
- 1993 Cosmopolitan Girl [Come sopra]
- 1994 Imaginate... [Come sopra]
- 1994 If you're not here (1994 remake version)" [Come sopra]
- 1996 Tiempo De Amar [Nuovi membri: Anthony & Didier]
- 2007 Triple Threat DVD/CD Combo [Menudo, e gli Ex-Menudo Angelo Garcia, Ruben Gomez
- 2007 More Than Words [Carlos, Chris, Emmanuel, José, and Monti]
- 2007 Lost [Carlos, Chris, Emmanuel, José, and Monti]
- 2008 Perdido Sin Ti [Carlos, Chris, Emmanuel, José, and Monti]